# جيم أودوم
جيم أودوم (بالإنجليزية: Jim Odom)‏ هو حكم كرة قاعدة ‏ أمريكي، ولد في 16 يوليو 1921 في بينتسفيل في الولايات المتحدة، وتوفي بنفس المكان في 18 يناير 1989.